# ایگناسیو رودریگس
ایگناسیو رودریگس (اسپانیایی: Ignacio Rodríguez‎؛ زادهٔ ۱۲ ژوئیهٔ ۱۹۵۶) بازیکن سابق و مربی فوتبال اهل مکزیک است.
از باشگاه‌هایی که در آن بازی کرده‌است می‌توان به باشگاه فوتبال تیگرس اونال اشاره کرد.
وی همچنین در تیم ملی فوتبال مکزیک بازی کرده‌است.